# اریک ترس
اریک ترس (انگلیسی: Eric Fright؛ ۱۰ سپتامبر ۱۹۱۷ – August 1995 (aged 77)) بازیکن فوتبال اهل بریتانیا بود.
از باشگاه‌هایی که در آن بازی کرده‌است می‌توان به باشگاه فوتبال بروملی اشاره کرد.
وی همچنین در تیم ملی فوتبال تیم فوتبال المپیک بریتانیای کبیر بازی کرده‌است.